# Villanueva de Azoague
Villanueva de Azoague est une municipalité espagnole de la communauté autonome de Castille-et-León et de la province de Zamora. En 2015, elle compte 329 habitants.

## Toponymie
Le nom tire son origine de l'arabe أسواق (aswāq) qui signifie marché ou foire, précédé de Villanueva (ville neuve).

## Source
- (es) Cet article est partiellement ou en totalité issu de l’article de Wikipédia en espagnol intitulé « Villanueva de Azoague » (voir la liste des auteurs).